# Balthazar Alexis Henri Schauenburg
Balthazar Alexis Henri Schauenburg (también escrito como Schauenbourg), (Hellimer, 31 de julio de 1748-Geudertheim, 1 de septiembre de 1831) fue un general francés que sirvió en las guerras de la Revolución Francesa y en el Imperio. Por un corto periodo de tiempo estuvo al mando del Ejército del Mosela en 1793 durante la Guerra de la Primera Coalición.
De ascendencia noble, se unió al Real Ejército francés como subteniente en 1764. La Revolución Francesa le permitió tener un rápido ascenso, sin embargo, luego fue arrestado por ser un aristócrata. Más tarde, recuperando su puesto, comandó Kehl en 1796 e invadió Suiza en 1798. Sirvió en el ejército de Jean Victor Marie Moreau en 1800 y ocupó el mando de este durante el Primer Imperio Francés. Se retiró del ejército en 1814 y murió en 1831. Schawembourg es uno de los nombres inscritos en el Arco de Triunfo, específicamente está en la columna 23.

## Familia
Balthazar Alexis Henri descendía de una rama de Schauenburg llamada Jungholz. Schauenburg fue el primer hijo de Bathazar Schauenburg (1718 - 1788). Balthazar (padre) era capitán del Regimiento de Nassau y caballero de la Orden de San Luis; se casó el 2 de agosto de 1745 con Marie Charlotte de Gaillard (1725 - 1808), hija de Claude Gaillard (1685 - 1779), el Conde de Hellimer. Balthazar padre y su esposa tuvieron otros dos hijos: Jean-Pierre, nacido el 16 de junio de 1753, quien fue capitán del regimiento de Alsacia y sirvió al príncipe Deux Pont en Múnich como su chambelán. El tercer hijo, Francois André Balthazar, nacido el 1 de diciembre de 1761, fue coronel de batallón, caballero de San Luis, y murió el 15 de junio de 1833.
Balthazar Alexis Henri Schauenburg se casó con Marie-Francoise-Sophie-Louise Albertine d 'Tratzheim en 1783, y tuvieron cuatro hijos. El primero, Maximiliano José (30 de abril de 1784 - 19 de septiembre de 1838), era mariscal de campo (general de brigada), comendador de la legión de honor, y se casó, primero, con Carolina de Berkheim (fallecida en 1827, la hermana del general Sigismond Frédéric de Berckheim) y después se casó con Hortensia de Lerme. El segundo hijo, Francisco José, nacido en 1785, fue capitán de granaderos y murió en 1807 en la batalla de Heilsberg. El tercer hijo, Pedro Rielle, nació el 18 de marzo de 1793 en Saarlouis; se convirtió en teniente segundo en 1808, jefe de escuadrón, diputado, par de Francia y miembro del Consejo General, del cual fue elegido por sufragio universal. Su cuarto hijo, Juan Carlos, nació el 20 de enero de 1797, se convirtió en oficial de caballería y murió en 1826.

## Carrera militar
A lo largo de su carrera militar, sirvió primero en el ejército real de Luis XV como cadete a los 14 años en un regimiento alsaciano; tras su ascenso a teniente segundo, se trasladó a un regimiento de Nassau. De 1770 a 1772, participó en la campaña de Córcega. Después de la Revolución Francesa, adoptó los principios de igualdad y su carrera avanzó rápidamente. Reemplazando a Louis-Alexandre Berthier, se desempeñó como Jefe de Estado Mayor de François Christophe de Kellermann en la Batalla de Valmy en septiembre de 1792. Resultó ser un talentoso organizador. El 5 de agosto de 1793 fue designado para dirigir el Ejército del Mosela, algo que estaba en contra de sus deseos. Afirmó que tenía un buen desempeño como instructor militar pero no como un comandante del ejército. Los generales ya habían visto a muchos comandantes en jefe ser deshonrados o ejecutados, por lo que pocos hombres querían obtener tal asignación. Sin embargo, durante su asignación en el Ejército del Mosela, entrenó a reclutas nuevos, transformándolos en militares capacitados. Al ser un noble, Schauenburg se volvió una persona sospechosa y una posible amenaza para los intereses del gobierno, por lo que Jean René Moreaux fue nombrado para reemplazarlo el 24 de septiembre de 1793. Sin embargo, Moreaux estaba debilitado y enfermo por algunas heridas que sufrió anteriormente, por lo que Jacques Charles René Delauney asumió el cargo de comandante el 30 de septiembre. Delauney ocupó el cargo hasta que Lazare Hoche se convirtió en el nuevo líder del Ejército de Mosela el 31 de octubre de 1793. Schauenburg, en cambio, fue encarcelado durante el Reinado del Terror hasta el 27 de julio de 1794.
Schauenburg fue nombrado inspector general de Infantería del Ejército del Rin y Mosela y sirvió durante la Campaña del Rin de 1796. Dirigió uno de los ejércitos responsables de la invasión a la Confederación Suiza en enero de 1798; bajo su dirección, los franceses reprimieron el levantamiento suizo antifrancés, que había resultado en una guerra civil. Exigió fuertes contribuciones de guerra a los suizos, en particular a la ciudad de Berna, después de acabar con su resistencia al derrotar al general Karl Ludwig von Erlach en la Batalla de Grauholz. Estuvo al mando del Ejército de Helvetia del 8 de marzo al 10 de diciembre de 1798, hasta que fue reemplazado por el general André Masséna. Posteriormente, se trasladó al Ejército del Rin, donde sirvió desde 1799 hasta 1801.
Schauenburg fue nombrado inspector general de Infantería en 1806 bajo el mando de Napoleón I. En 1814, como comandante militar de Tours, se unió a Luis XVIII. El Rey premió a Schauenburg nombrándolo Comendador de la Orden de San Luis y Gran Oficial de la Legión de Honor. Se retiró el 24 de diciembre de 1814. Quedó ciego en su vejez y murió en el castillo que construyó en Geudertheim el 1 de septiembre de 1831.

## Promociones, comandos y honores

### Promociones
Schauenburg recibió las siguientes promociones:
- Teniente Segundo el 1 de mayo de 1764.
- Teniente Primero el 1 de agosto de 1767.
- Capitán el 25 de mayo de 1781.
- Mayor (regimiento de infantería de Nassau) el 25 de marzo de 1785.
- Teniente coronel el 1 de enero de 1791.[4]
- Coronel el 23 de septiembre de 1791.
- Provisionalmente, brigadier (también llamado mariscal de Campo) el 23 de noviembre de 1791 y confirmado el 7 de septiembre de 1792.[4]
- Teniente general el 8 de marzo de 1793.
- Inspector general de Infantería el 23 de septiembre de 1806.
- Se retiró el 24 de diciembre de 1814.

### Comandos
- Comandante en jefe del Ejército del Mosela. Desde el 3 de agosto hasta el 24 de septiembre de 1793[4]
- Inspector general de infantería del Ejército del Rin y el Mosela. Desde el 18 de julio de 1795 hasta el 24 de septiembre de 1798[4]
- Comandante del Ejército de Helvetia. Desde el 8 de marzo hasta el 29 de noviembre de 1799

### Honores
- Caballero, Orden de San Luis. 1 de marzo de 1786[4]
- Miembro de la Legión de Honor. 11 de diciembre de 1803; Comendador de la Legión de Honor. 14 de junio de 1804
- Barón del Imperio. 16 de diciembre de 1810
- Gran Oficial de la Legión de Honor. 29 de julio de 1814
- Comendador de la Orden de San Luis. 23 de agosto de 1814.

## Obras publicadas
- La tactique et la discipline dans les armées de la révolution. Por Schauenbourg, Balthazar barón